# Nigel Clough
Nigel Howard Clough (* 19. März 1966 in Sunderland) ist ein ehemaliger englischer Fußballnationalspieler und heutiger Trainer. Er spielte hauptsächlich als Stürmer, konnte aber auch auf anderen Positionen spielen. Seit 2020 trainiert er den englischen Verein Mansfield Town, den er 2024 in die dritte Liga führte.

## Spielerkarriere

### 1984–1993: Nottingham Forest
Clough kam bereits 1982 mit 16 Jahren zu Forest, spielte danach jedoch hauptsächlich für Heanor Town, einem unterklassigen Verein, da er für Nottinghams erste Mannschaft noch nicht gut genug war. Dies änderte sich gegen Mitte des Jahrzehnts, als er in Nottingham zum Stammspieler und Publikumsliebling avancierte. Seinen Durchbruch schaffte er in der Saison 1985/86, als er 15 Ligatore erzielte und damit bester Torschütze seiner Mannschaft wurde. Seine beste Torausbeute feierte er in der Saison 1987/88 mit 19 Ligatreffern in 34 Spielen. 1989 erlebte Clough im Halbfinale des FA Cup gegen den FC Liverpool die Hillsborough-Katastrophe und schied nach dem Wiederholungsspiel wie im Vorjahr in der letzten Runde vor dem Finale aus. 1990 und 1991 hatte er, trainiert von seinem Vater Brian Clough, mit seinen Toren großen Anteil am doppelten Gewinn des League Cups, so erzielte er im 1989er Finale 2 Tore beim 3:1-Erfolg gegen Luton Town. 1991 verlor er mit Forest das FA Cup Finale und 1992 das League-Cup-Finale.

### 1993–1996: Liverpool
1993 wechselte Nigel Clough für umgerechnet ungefähr vier Millionen Euro zu den anderen Reds, dem FC Liverpool. In den drei Jahren seines Aufenthaltes am Mersey konnte er sich allerdings nie als Stammkraft etablieren, was hauptsächlich an den Weltklassestürmern Ian Rush und Robbie Fowler lag, die die unangefochtenen Stammstürmer waren. So kam er auf lediglich 39 Einsätze (sieben Tore). Seinen einzigen einprägsamen Auftritt hatte er bei einem 3:3-Unentschieden gegen den Nordwestrivalen Manchester United, wobei sein zweiter Treffer durch Martin Taylors Kommentar „It's Nigel Clough again!“ (Auf Deutsch: Schon wieder Nigel Clough!) bekannt wurde.
Als dann mit Stan Collymore noch ein Sturmkonkurrent verpflichtet wurde, beschloss Clough, den Verein zu verlassen.

### 1996–1998: Manchester City
In der Hoffnung auf einen Stammplatz ging Clough im Januar 1996 zu Manchester City, stieg jedoch sofort mit seinem neuen Verein in die Zweitklassigkeit ab und wurde 1996/97 ausgeliehen. In der folgenden Spielzeit absolvierte er einige Spiele, stieg aber erneut ab. Statt künftig in der dritten Liga zu spielen, wechselte er ablösefrei zu Burton Albion.

### 1996–1997: Rückkehr zu Forest (Ausleihe)
Da er bei City nicht dem Stammpersonal angehörte, wurde er 1996 an seinen alten Verein Nottingham Forest ausgeliehen, wo ihm in 13 Spielen ein Treffer gelang. Am Saisonende stieg Nottingham aus der Premier League ab.
Insgesamt erzielte Clough in 330 Spielen für Nottingham 103 Tore, wodurch er der zweitbeste Torschütze aller Zeiten der Reds ist.

### Englische Nationalmannschaft
Zwischen 1986 und 1988 absolvierte Clough zunächst 15 Spiele für Englands U21-Nationalelf, wobei er drei Tore erzielte.
Zudem bestritt er 1990 und 1991 drei sogenannte B-Länderspiele, die zwar von der FA organisiert wurden, jedoch nicht als volle Länderspiele gewertet wurden.
Clough feierte sein Debüt für England in einem Freundschaftsspiel am 23. Mai 1989 gegen Chile (0:0). Danach stellte ihn Bobby Robson jedoch nicht mehr für die Three Lions auf, erst sein Nachfolger Graham Taylor stellte ihn nach über zwei Jahren gegen Argentinien wieder auf. Von da an kam er regelmäßiger zum Einsatz, bestritt allerdings lediglich drei Pflichtspiele, alle in der Qualifikation zur WM 1994 und bestritt sein letztes Spiel am 19. Juni 1993 gegen Deutschland. Er war Teil des englischen Kaders bei der Europameisterschaft 1992, blieb jedoch ohne Einsatz. Ein Tor in der A-Nationalmannschaft gelang ihm nicht.

## Trainerkarriere

### Spieler-Trainer bei Burton Albion
Im Oktober 1998 ging Nigel Clough als Spielertrainer zu Burton Albion, einem Verein, der in der Premier Division der Southern League, der damaligen sechsten Liga spielte. In seiner ersten Saison wurde Burton 3., dann 13. und zweimal hintereinander 2. Danach wechselten die Brewers in die Northern Premier League (6. Liga), die sie prompt als Erster beendeten und damit in die Football Conference (5. Liga) aufstiegen. Dort mussten sie die ersten drei Spielzeiten gegen den Abstieg kämpfen, bevor sie erst 9., dann 6. und 2007/08 5. wurden – die beste Saisonabschlussplatzierung in der Vereinsgeschichte.
Am 8. Januar 2006 spielte Burton Albion im FA Cup 0:0 gegen Manchester United, verlor dann das Wiederholungsspiel auswärts allerdings deutlich mit 0:5.
Obwohl bereits über 42 Jahre alt, besaß Clough einen noch immer gültigen Spielerpass für die Football Conference und spielte auch noch regelmäßig im Mittelfeld.
Für einen kleinen Verein wie Burton hatte Clough relativ viele Mit- und Zuarbeiter. Dazu gehörten zwei Co-Trainer, ein Torwarttrainer, ein Scout, zwei Vereinsärzte und ein Physiotherapeut.

### Derby County und Sheffield United
Am 5. Januar 2009 vermeldete der Zweitligist Derby County offiziell sein Interesse an einer Verpflichtung von Nigel Clough als Nachfolger von Paul Jewell. Bereits am folgenden Tag vermeldete der Klub, den auch schon Vater Brian betreut hatte, die Verpflichtung des neuen Cheftrainers. Nach einem Fehlstart in die Football League Championship 2013/14 wurde Clough am 28. September 2013 entlassen.
Nur knapp einen Monat nach seiner Entlassung in Derby wurde Clough am 23. Oktober 2013 als neuer Trainer des Drittligisten Sheffield United präsentiert. In der Football League One 2013/14 verpasste er mit seiner Mannschaft als Tabellensiebenter knapp den Einzug in die Play-offs. Erfolgreicher agierte der Verein im FA Cup 2013/14, wo der Drittligist erst im Halbfinale mit 3:5 an Hull City scheiterte. Nachdem Clough mit United in der Football League One 2014/15 erneut den Aufstieg in die zweite Liga verpasst hatte (Play-off-Aus gegen Swindon Town), gab der Verein am 25. Mai 2015 die Trennung von Clough bekannt.

### Burton Albion und Mansfield Town
Am 7. Dezember 2015 kehrte Nigel Clough nach knapp sieben Jahren als Trainer zu Burton Albion zurück. Beim Tabellenführer der Football League One 2015/16 trat er die Nachfolge von Jimmy Floyd Hasselbaink an, der zum Zweitligisten Queens Park Rangers gewechselt war. Mit dem Liganeuling erreichte er als Tabellenzweiter den unerwarteten Aufstieg in die zweite Liga. Der erstmals in seiner Vereinsgeschichte zweitklassige Verein aus Burton-upon-Trent sicherte sich in der EFL Championship 2016/17 als Tabellenzwanzigster den Klassenerhalt. Die anschließende Saison endete jedoch mit dem Abstieg als Tabellenvorletzter in die dritte Liga. In den beiden folgenden Spielzeiten gelang dem Verein nicht die Rückkehr in die EFL Championship. Im Mai 2020 trat Nigel Clough als Trainer von Burton Albion zurück.
Am 6. November 2020 gab der englische Viertligist Mansfield Town bekannt, Clough als neuen Trainer verpflichtet zu haben. Nach einem sechzehnten Platz in der ersten Saison, führte er seine Mannschaft in der EFL League Two 2021/22 in die Aufstiegs-Play-offs. Im Halbfinale setzte sich Mansfield in zwei Partien gegen Northampton Town durch. Im Finale in Wembley verlor der Verein jedoch deutlich mit 0:3 gegen Port Vale und verpasste damit den Sprung in die dritte Liga. Dieser gelang Mansfield unter Trainer Nigel Clough zwei Jahre später in der EFL League Two 2023/24, als ein dritter Tabellenplatz zum direkten Aufstieg in die dritte Liga führte.